# 토미 커크
토머스 리 커크(영어: Thomas Lee Kirk, 1941년 12월 10일~2021년 9월 28일)는 미국의 배우이다.

## 영화
- 빌리 프랑켄슈타인 (1998년)
- 60피트 센터폴드의 습격 (1995년)
- 살인 괴물의 공포 (1972년)
- 이것은 살아있다! (1969년)
- 마스 니즈 우먼 (1967년)
- 닥터 골드풋 앤 더 비키니 머신 (1965년)
- 머린 존스의 불운 (1964년)
- 해변 파티 4 - 파자마 파티 (1964년)
- 세비지 샘 (1963년)
- 건망증 선생님 2 (1963년)
- 본 보이즈! (1962년)
- 장난감 나라 (1961년)
- 건망증 선생님 (1961년)
- 로빈슨 가족 (1960년)
- 쉐기 독 (1959년)
- 올드 옐러 (1957년)
- 눈의 여왕 (1957년)
- 디즈니랜드 (1954년) - 대니 그랜트 역